# جيمس د. بورتر
جيمس د. بورتر (بالإنجليزية: James D. Porter)‏ هو قاضي ودبلوماسي ومحامي أمريكي، ولد في 7 ديسمبر 1828 في باريس في الولايات المتحدة، وتوفي بنفس المكان في 18 مايو 1912.